# Pierre de Brach
Pour les articles homonymes, voir Brach.
Pierre de Brach, sieur de la Motte-Montussan (Bordeaux ,1547 - Montussan, 1604) est un avocat, poète et éditeur français.

## Biographie
Fils de Bernard de Brach, procureur au parlement de Bordeaux, né dans la paroisse Saint-Pierre à Bordeaux, il entre au Collège de Guyenne à l'âge de dix ans et poursuit ses études de droit à Toulouse. Vers 1567, il reçoit le prix de l'Églantine de l'Académie des Jeux floraux. 
Ses études finies, il rentre à Bordeaux où il devient avocat. Il compte parmi ses amis Guillaume du Bartas, Pierre de Ronsard et Michel de Montaigne, dont il devient l'intime et sur lequel il écrit à Juste Lipse, le 4 février 1593, la célèbre Lettre sur la mort de Montaigne : 
« Monsieur de Montaigne est mort ; c'est un coup que je donne tout à coup dans vostre âme, pour ce qu'il donne bien avant dans mon cœur : qu'il me desplaist d'estre la corneille d'une si fâcheuse nouvelle ! (...) »
Il est anobli le 9 avril 1571 et acquiert la maison noble de la Mothe-Montussan.
En 1577, il obtient l'office de conseiller du roi et la charge de contrôleur en la chancellerie de Bordeaux grâce à la faveur de Marguerite de Navarre. 
En 1578, une partie de ses odes est mise en musique par le compositeur Antoine de Bertrand. 
En 1584, Pierre de Brach est le premier traducteur de l’Aminte du Tasse en France. 
En 1595, il est nommé pour deux ans jurat de Bordeaux.

Mélangeant, dans une poétique du deuil, « la fiction pétrarquiste à la réalité autobiographique », il célèbre, dans de nombreux poèmes, son épouse, dénommée Aymée. Il rencontre Anne de Perrot, son véritable nom, au printemps de 1568, à son retour de Toulouse, et l'épouse le 17 février 1572. Après 16 ans de mariage, onze enfants - dont huit survivent-, elle meurt prématurément le 8 juillet 1587. 
|  |

En 1588,  il compose, en sa mémoire, un tombeau poétique et se fait représenter en veuf inconsolé  , avec, en dédicace, le quatrain suivant :
« Pour gloire, le lorier en main ne tien pas,
Mon AIMEE, après toy nulle gloire ne reste,
Je porte de cyprez une branche funeste
Pour couronner ta vie, en pleurant ton trepas. »
Dans la tradition épidictique, il rédige en 1576, en plus de mille vers, « L'hymne de Bordeaux ».
Il se retire dans son domaine de Montussan, où il meurt en 1604.

## Publications
- Les Poëmes de Pierre de Brach., Bordeaux, Simon Millanges, 1576 (lire en ligne sur Gallica).
- Imitations de Pierre de Brach..., Bordeaux, Simon Millanges, 1584, 176 p. (lire en ligne sur Gallica).
- Aminte, fable bocagere prise de l'Italien de Torquato Tasso. Plvs. L'olimpe Imitation de l'Arioste, Bordeaux, Simon Millanges, 1585, 83 p..
- Institutions poétiques de Pierre de Brach, Bordeaux, Simon Millanges, 1587.
- Quatre chants de la Hierusalem de Torquato Tasso (1596)

Éditions modernes
- Œuvres poétiques de Pierre de Brach, sieur de La Motte Montussan : publiées et annotées par Reinhold Dezeimeris, t. I, Genève, Slatkine reprints, 1969, 398 p. (lire en ligne sur Gallica).
- Œuvres poétiques de Pierre de Brach, sieur de La Motte Montussan : publiées et annotées par Reinhold Dezeimeris, t. II, Genève, Slatkine reprints, 1969, 430 p. (lire en ligne sur Gallica).
- Les Amours d'Aymée, édition critique avec introduction et notes par Jasmine Dawkins, Droz, Genève, 1971
- Lettre sur la mort de Montaigne. Choix de poèmes, avant-propos de Iñigo de Satrústegui, L'Horizon chimérique, Bordeaux, 1988
- La Masquarade du triomphe de Diane. Et autres textes de théâtre  (préf. Charles Mazouer, Texte établi, présenté et annoté par Concetta Cavalini), Hermann, 2012, 274 p. (ISBN 9782705683030, lire en ligne)

## Hommages
La ville de Montussan en Gironde, a donné son nom à la place de la maire. Il existe, à Bordeaux, une rue de Brach, perpendiculaire au Bd. Wilson.